# Cracticus
Cracticus és un gènere d'ocells de la família dels artàmids (Artamidae) nadius d'Australàsia.

## Taxonomia
Segons la Classificació del Congrés Ornitològic Internacional (versió 14.2, 2024) aquest gènere està format per 6 espècies:
- Cracticus argenteus - carnisser dorsiargentat.
- Cracticus cassicus - carnisser capnegre.
- Cracticus louisiadensis - carnisser de Tagula.
- Cracticus mentalis - carnisser dorsinegre.
- Cracticus nigrogularis - carnisser pitnegre.
- Cracticus torquatus - carnisser de collar.